# Освобождение от наказания в связи с изменением обстановки
Освобождение от наказания в связи с изменением обстановки — одно из оснований освобождения от уголовного наказания, связанное с утратой общественной опасности лицом, совершившим преступление, либо самим преступным деянием. Утрата общественной опасности при этом носит фактический, а не формально-юридический характер, формально совершённое деяние остаётся запрещённым уголовным законом, а лицо остаётся подлежащим уголовной ответственности. В то же время, назначение уголовного наказания в силу изменения обстановки становится нецелесообразным.
В праве России до 2003 года и в праве некоторых стран мира данные обстоятельства являются основанием освобождения не только от наказания, но и вообще от уголовной ответственности.

## Утрата общественной опасности
Преступление может перестать быть опасным для общества в связи с произошедшими существенными социально-экономическими изменениями. Например, спекуляция перестала быть общественно опасной с переходом к капиталистическим экономическим отношениям. Само лицо может утратить общественную опасность вследствие изменений в окружающей его социальной микросреде: например, лицо, злостно уклонявшееся от уплаты алиментов вернулось в семью; лицо, уклонявшееся от прохождения военной службы, добровольно явилось на призывной пункт, или получило законное основание для отсрочки от призыва; смены образа жизни и последующего продолжительного (исчисляющимся годами) безупречного поведения в быту и добросовестного отношения к труду.
Так, были освобождены от ответственности в связи с изменением обстановки Б. и его два сына, совершившие незаконную порубку леса в водоохраняемой зоне, в результате того, что местность, на которой было совершено преступление, оказалась в зоне затопления при строительстве гидроэлектростанции, в связи с чем осуществлялась спешная вырубка леса с привлечением местного населения. Другим примером является освобождение от ответственности за организацию объединения, посягающего на личность и права граждан лидеров руководителей московского филиала «Аум сенрике» в связи с тем, что они покинули территорию РФ после запрета деятельности данного религиозного объединения.
В целом установление данного обстоятельства является довольно сложной задачей, требующей всестороннего анализа обстоятельств дела и характеристики личности виновного. Одним из признаков достаточного для освобождения от уголовно-правовых мер изменения обстановки является разрыв причинно-следственных цепочек, приведших к совершению преступления, исключение возможности совершения нового преступления тем же лицом.

## В праве стран мира
В основном данный вид освобождения от мер уголовно-правового характера известен праву стран бывшего СССР и социалистического блока. В настоящее время он известен праву Белоруссии, Венгрии, Казахстана, Киргизии, Молдовы, Монголии, России, Таджикистана, Узбекистана, Украины. Ранее он присутствовал в праве и других социалистических государств (ГДР, Социалистической Республики Румыния и др.).
Согласно праву Монголии и Молдовы, в связи с изменением обстановки может происходить как освобождение от уголовной ответственности, так и от наказания. В Белоруссии, Казахстане, Киргизии, Таджикистане, Узбекистане, на Украине данная мера рассматривается как вид освобождения от уголовной ответственности. В России и Венгрии она считается видом освобождения от наказания.
Право Белоруссии, Казахстана, Киргизии, Монголии, Украины связывает освобождение от мер уголовно-правового характера лишь с отпадением общественной опасности деяния, законодательство прочих стран указывает на возможность отпадения общественной опасности ещё и у лица, его совершившего. В качестве дополнительных условий может указываться безупречное поведение виновного (Казахстан, Молдова, Монголия).

## В уголовном праве России
Первое упоминание об освобождении от уголовной ответственности в связи с изменением обстановки содержится в ст. 16 Руководящих начал по уголовному праву РСФСР 1919 г., согласно которой «с исчезновением условий, в которых определенное деяние или лицо, его совершившее, представляется опасным для данного строя, совершивший его не подвергается наказанию». В УК РСФСР 1922 года аналогичных положений не предусматривалось, однако они были включены в УК РСФСР 1926 года (ст. 6) и УК РСФСР 1960 года (ч. 1 ст. 50).
В действующей редакции УК РФ данное основание закреплено в ст. 80.1. Лицо, впервые совершившее преступление небольшой или средней тяжести, освобождается судом от наказания, если будет установлено, что вследствие изменения обстановки это лицо или совершенное им преступление перестали быть общественно опасными.
Разновидностью данного вида освобождения от наказания является предусмотренное примечанием 1 к ст. 134 УК РФ (половое сношение и иные действия сексуального характера с лицом, не достигшим шестнадцатилетнего возраста), согласно которому лицо, впервые совершившее половое сношение с лицом в возрасте от 14 до 16 лет, не достигшим половой зрелости, освобождается судом от наказания, если будет установлено, что это лицо и совершенное им преступление перестали быть общественно опасными в связи со вступлением в брак с потерпевшей (потерпевшим).
Данный вид освобождения от наказания является безусловным и окончательным. Решение об освобождении от наказания принимается судом. При этом осуждённому выносится обвинительный приговор, однако наказание не назначается.